# 氷川神社 (北本市高尾)
氷川神社（ひかわじんじゃ）は、埼玉県北本市の神社。

## 歴史
創建年代は不明である。明治期の『神社明細帳』によると、869年（貞観11年）の創建としている。一方、江戸時代後期の地誌『新編武蔵風土記稿』によれば、1473年（文明5年）の創建としている。当社公式サイトでは前者の説を採っている。
「泉龍寺」が別当寺であった。泉龍寺は不動明王を本尊とする修験道当山派の寺院であったが、明治初期の神仏分離により、廃寺に追い込まれた。
1873年（明治6年）、近代社格制度に基づく「村社」に列せられた。

## 交通アクセス
- 路線バス石戸小学校入口停留所より徒歩9分。